# Архондон
Архондон — горная река в Алагирском районе Северной Осетии. Правый приток Ардона.
Длина реки составляет 14 км, площадь бассейна — 50,7 км². Вытекает из ледника на северо-западном склоне горы Тепли. Течёт по узкой долине на север, впадает в Ардон по правому берегу у посёлка Геологов (53 км от устья).
Имеет правый приток Дей-Дон (дл. 4,4 км).
На берегу реки расположено село Архон, в бассейне также находится село Даикау. В верховьях реки находится Северо-Осетинский заповедник.

## Данные водного реестра
По данным государственного водного реестра России относится к Западно-Каспийскому бассейновому округу, водохозяйственный участок реки — Ардон. Речной бассейн реки — реки бассейна Каспийского моря междуречья Терека и Волги.
Код объекта в государственном водном реестре — 07020000112108200003245.